# 林國慶
林國慶（1965年11月2日—），臺灣嘉義縣水上鄉人，男歌手，無黨籍政治人物，曾代表民主進步黨當選嘉義縣議員、立法委員。

## 家庭
林國慶育有一子一女，據臺灣蘋果日報報導，稱其子林智遠曾任中國福建平潭政協委員，林國慶回應稱其子擔任的是平潭政策協調委員，屬無給職的顧問性質，現已辭職返台輔選。
其女兒林宜臻為中華人民共和國平潭愛玩客旅遊發展公司董事，該公司於2020年在海峽股權交易中心掛牌。

## 歌壇經歷
1983年林國慶以柯一帆藝名於高雄藝峰康樂隊開始演唱生涯。以悠揚歌聲步入歌壇，與余天同被視為演藝圈異數。
2009年11月林國慶推出首張台語流行音樂專輯《無情的過去》，由振揚影音發行，主打歌為〈無情的過去〉（曾建豪作詞作曲），並邀請到李㼈、蔡振南、楊仲恩等人跨刀演出MV。

## 從政經歷
林國慶代表民主進步黨投入2004年中華民國立法委員選舉的嘉義縣選區，與同黨的蔡啟芳、張花冠及中國國民黨的翁重鈞同時當選。
2008年立法委員選舉制度改變，導致嘉義縣劃分成兩選區。2007年5月16日民主進步黨主席游錫堃宣布原有意參選2008年中華民國立法委員選舉的嘉義縣立委林國慶為民主進步黨的團結退選，禮讓給蔡啟芳，結果蔡啟芳以55,860票輸給得票75,489票的中國國民黨立委候選人翁重鈞。依民進黨勸退默契，下屆立法委員選舉應禮讓林國慶參選，未料蔡啟芳的兒子蔡易餘有意參選，最終蔡代表民主進步黨參選2012年中華民國立法委員選舉，結果蔡易餘落選，翁重鈞當選。2016年中華民國立法委員選舉林國慶在民主進步黨嘉義縣第一選區立委的初選電話民調輸給當時任縣黨部主委的蔡易餘，蔡易餘最後擊敗翁重鈞所支持的林江釧。
2017年10月11日，民主進步黨嘉義縣及嘉義市舉辦「資深民主進步黨員憂心及呼籲」記者會，林國慶、前民主進步黨立法委員何金松（後為中華統一促進黨黨員）及前民主進步黨幹部痛批，民主進步黨立委陳明文涉嫌對嘉義縣縣長張花冠性騷擾案，林國慶更質疑民主進步黨黨章兩套標準，呼籲民主進步黨中央黨部正視並嚴懲陳明文。。
2018年九合一選舉，在民主進步黨嘉義縣縣長初選，林國慶支持嘉義縣議會議長張明達，但張明達敗給前行政院農業委員會副主任委員翁章梁，林國慶質疑有電話干擾初選民調，後來民主進步黨立委兼翁章梁競選總幹事蔡易餘在政論節目上與林國慶互槓。
2018年8月25日嘉義縣水災，民主進步黨黨籍總統蔡英文搭乘雲豹裝甲車到布袋鎮勘災，在裝甲車上向災民微笑揮手的照片引發社會爭議。2018年8月27日，林國慶為此於Facebook開網路直播表示對蔡英文政府失望，剪掉民主進步黨黨證並宣布退黨，同時捐出新臺幣355萬多元做公益，自費購買一千台斤香蕉分送中華民國總統府、行政院與行政院農業委員會。事後總統府回信稱將香蕉送憲兵營，但蔡英文沒吃，讓他失望。他亦不滿軍公教退休金問題，質疑前瞻基礎建設計畫有問題。2019年2月22日，民主進步黨嘉義縣黨部同意林國慶退黨。林國慶說：他沒有打算再從政，現在他從事facebook直播網拍及公益事業，以及政論節目，民主進步黨嘉義縣黨部執委會現在才開會同意他退黨，有如把我拖出去外面、補開2槍、凌遲我。
2019年8月12日，林國慶以無黨籍身份參選嘉義縣第二選舉區立委選舉，並向媒體表示嘉義許多地方人士要他出來參選立委。11月，國民黨中常會決議嘉義縣第二選區不提名通過縣黨部提名的許能通而是開放參選，被視為間接支持林國慶；至於林國慶則多次出席站台支持中國國民黨2020年中華民國總統選舉候選人韓國瑜的選舉場合。
2023年6月13日，林國慶以無黨籍身份參選嘉義縣第二選舉區立委選舉，之後未能當選。

## 選舉紀錄
| 年度 | 選舉屆數               | 選舉區               | 所屬政黨   | 得票數 | 得票率 | 當選標記 | 備註 |
| ---- | ---------------------- | -------------------- | ---------- | ------ | ------ | -------- | ---- |
| 1998 | 第十四屆嘉義縣議員選舉 | 嘉義縣第一選舉區     | 民主進步黨 | 5,611  | 10.31% |          |      |
| 2002 | 第十五屆嘉義縣議員選舉 | 嘉義縣第一選舉區     | 民主進步黨 | 8,201  | 15.91% |          |      |
| 2004 | 第六屆立法委員選舉     | 嘉義縣立法委員選舉區 | 民主進步黨 | 37,602 | 15.02% |          |      |
| 2020 | 第十屆立法委員選舉     | 嘉義縣第二選舉區     | 無黨籍     | 64,415 | 41.20% |          |      |
| 2024 | 第十一屆立法委員選舉   | 嘉義縣第二選舉區     | 無黨籍     | 64,778 | 43.57% |          |      |

## 爭議事件

### 桃色醜聞
2023年10月26日，林國慶遭網紅小商人爆料，林國慶在KTV緊摟女性露齒笑畫面，更指稱林不只摟抱女性，還要該名女子留一條內褲。同日，林國慶競總發言人何子凡回應表示，影像是多年前，委員未擔任任何公職，應友人之邀前往KTV應酬，但的確行為失當，深感歉意，將更加嚴以律己以身作則，未來會謹慎出入場所。
隔日，林國慶召開記者會強調自己沒有網傳及新聞報導的「索討內褲」情事，並表示自己將提告。

### 遭檢舉申報不實
台灣基進指控林國慶，隱匿在中國大陸的個人投資，家族事業並接受中國共產黨的補助，同時指出林國慶過去經常在直播秀出自己的珠寶、鑽石和百萬名錶，這些資訊卻在他的財產申報當中全數為零，因此前往中選會檢舉林國慶。

## 外部連結
- 林國慶的Facebook專頁
- 林國慶的Facebook專頁
- YouTube上的林國慶頻道
- YouTube上的林國慶頻道
- 立法院 （页面存档备份，存于）